# Bibbiena
Bibbiena város Olaszországban, Toszkánában, Arezzo tartományban.

## Fekvése
Arezzótól 30 km-re Siennától 60 km-re fekvő település.

## Története

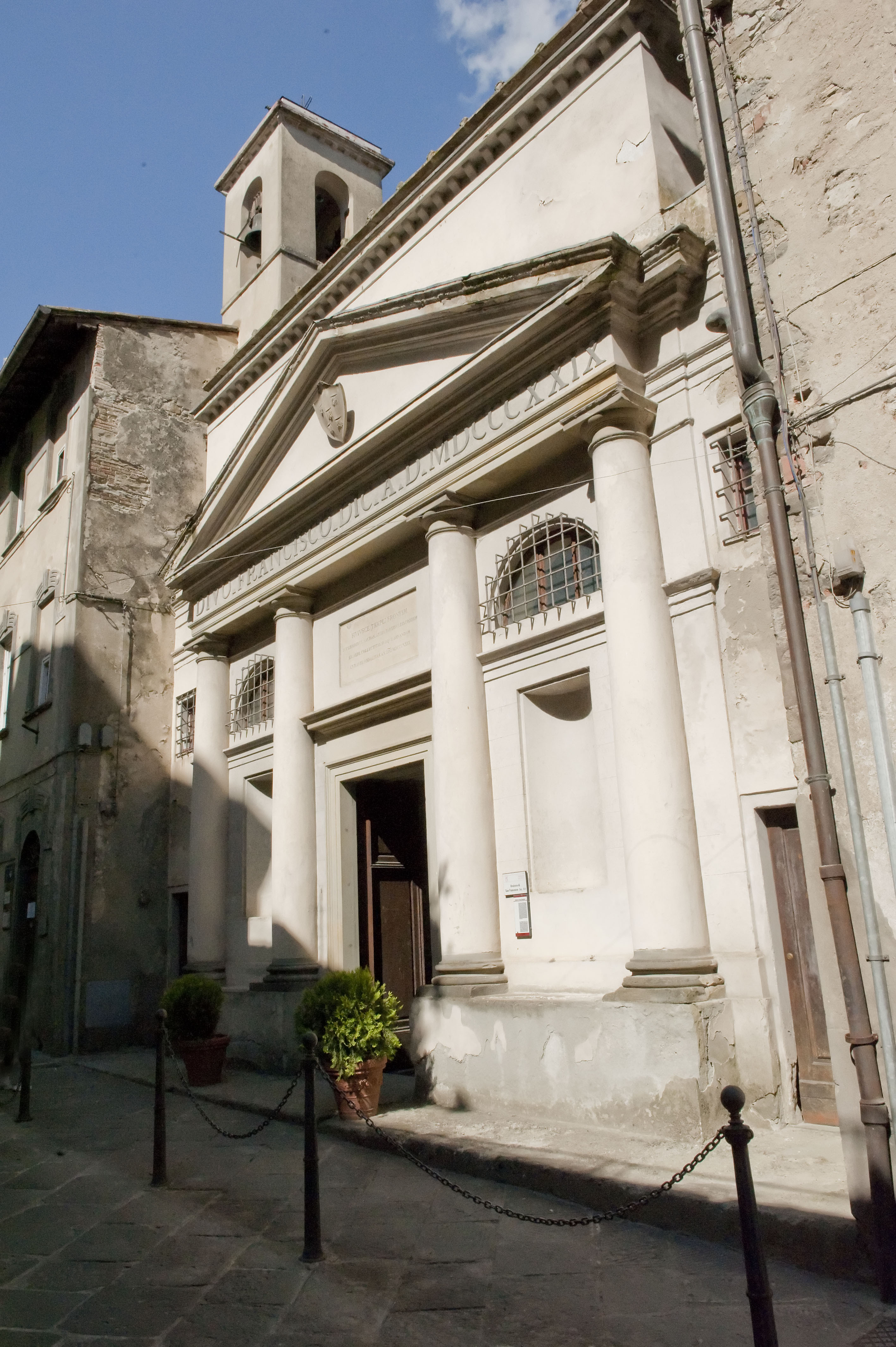
Szent Ferenc templom, Bibbiena

Bibbiena területén egykor fontos etruszk település állt. Később a firenzeiek foglalták el a várost.

## Nevezetességek
- Palazzo Mazzoleni
- Palazzo Niccolini
- Palazzo Dovizi - Bernardo Dovizi bíboros építtette, aki Bibbienában született és Giovanni de 'Medici bíboros titkára volt. (később X. Leó pápa).
- San Lorenzo templom
- Pieve di Sant'Ippolito
- San Francesco rokokó oratóriuma

## Itt születtek, itt éltek
- Giovanni Bartolucci - futballista
- Sebastian Calderini
- Bernardo Dovizi Cardinal
- Antonio Galli da Bibbiena - építész-tervező
- Carlo Galli da Bibbiena - építész-tervező
- Ferdinando Galli da Bibbiena építész-tervező
- Peter Born - orvos és természettudós, a pisai botanikus kert prefektusa
- Giuseppe Borghi - költő és irodalmár
- Giovanni Caselli - antropológus
- Pasquale Poccianti - építész

## Galéria

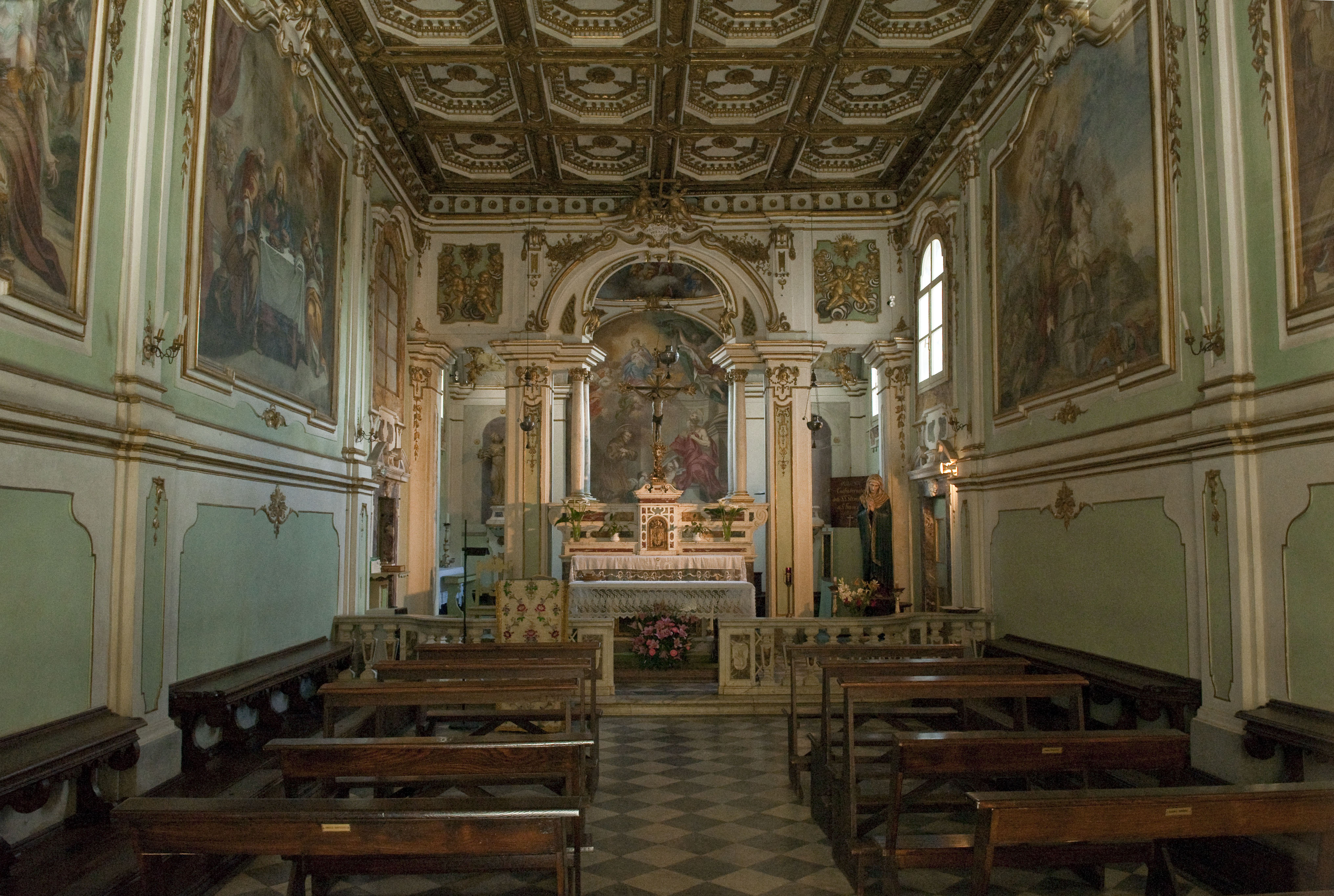
Szent Ferenc templom belseje, Bibbiena
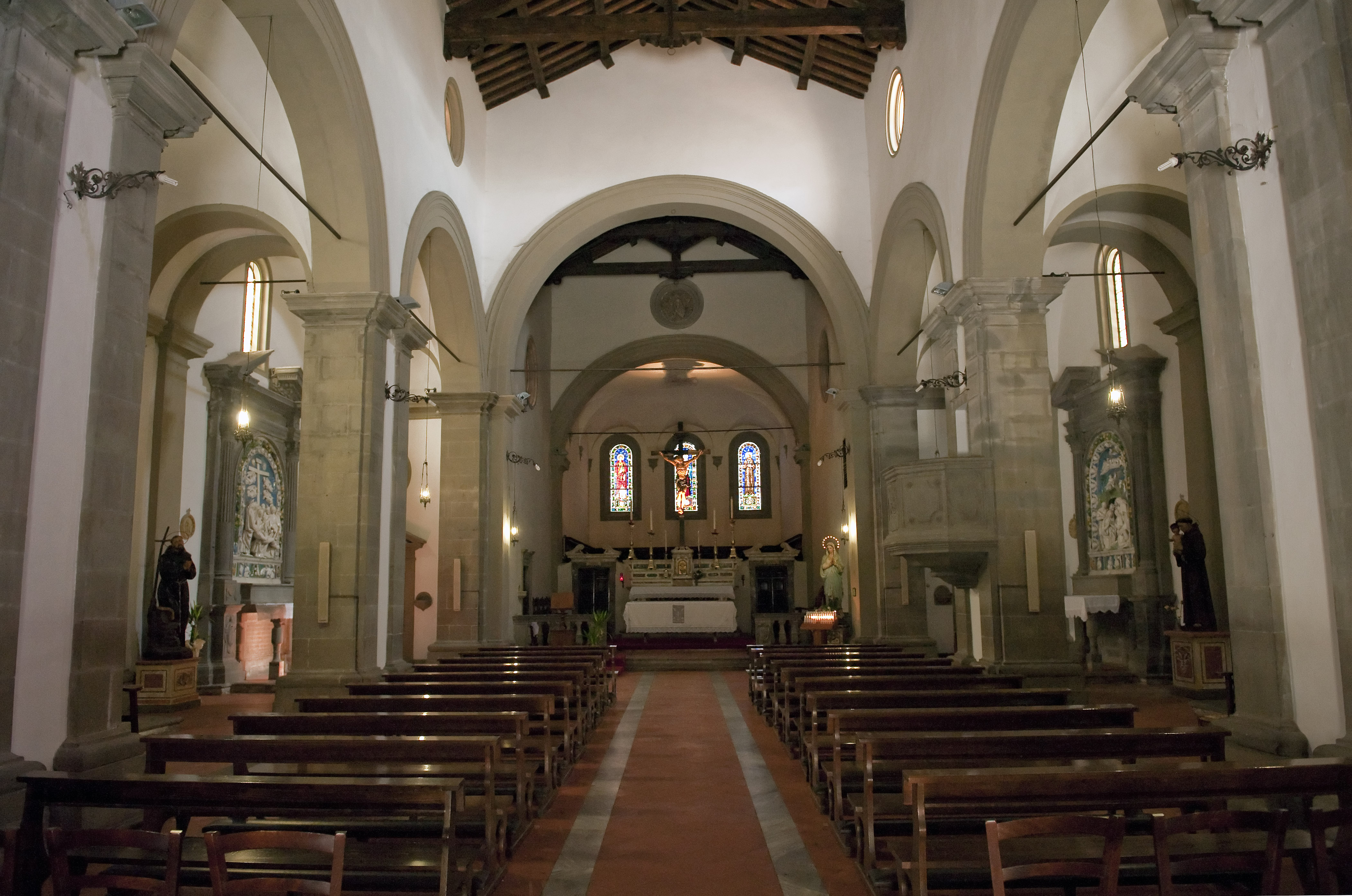
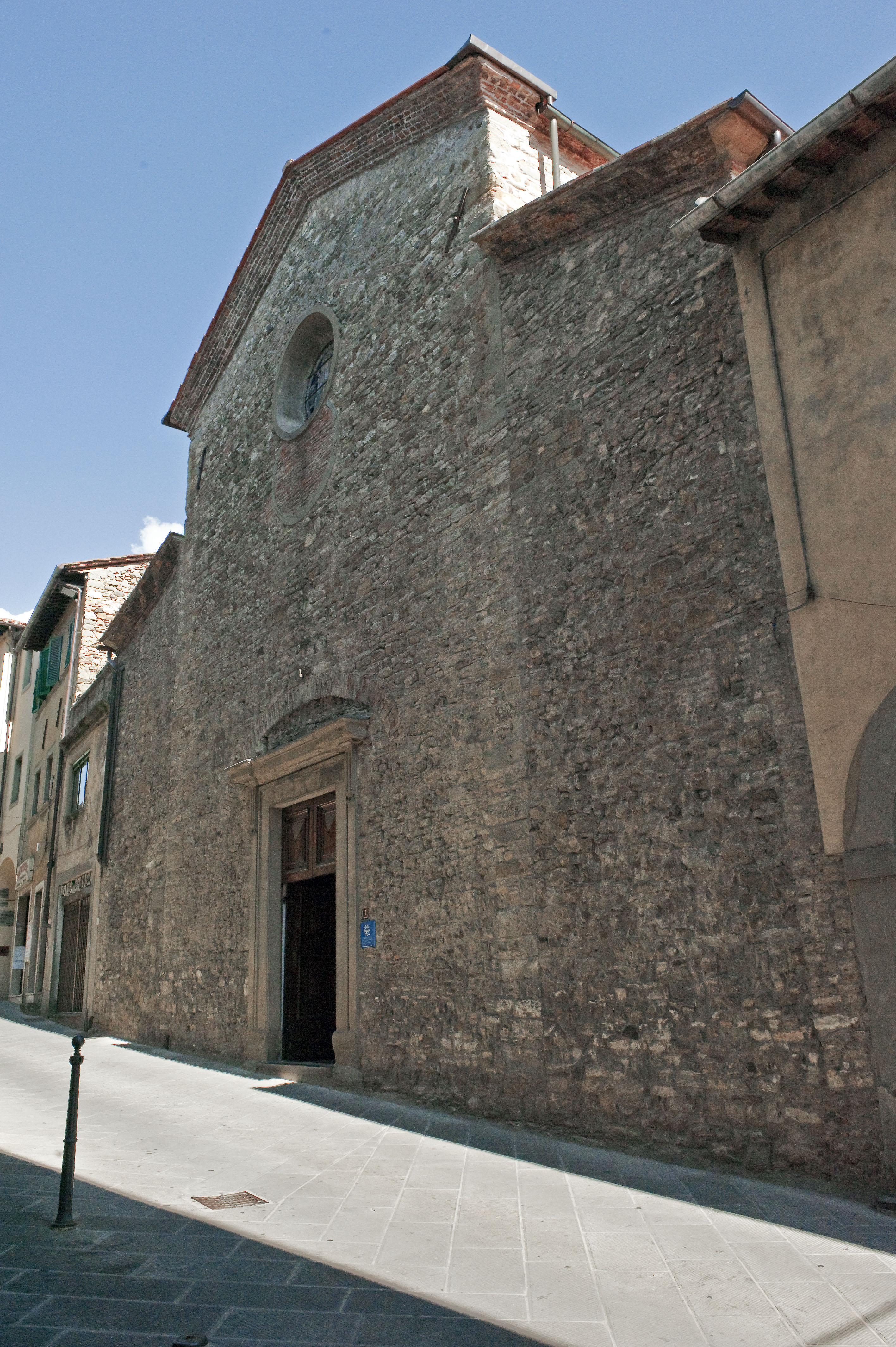
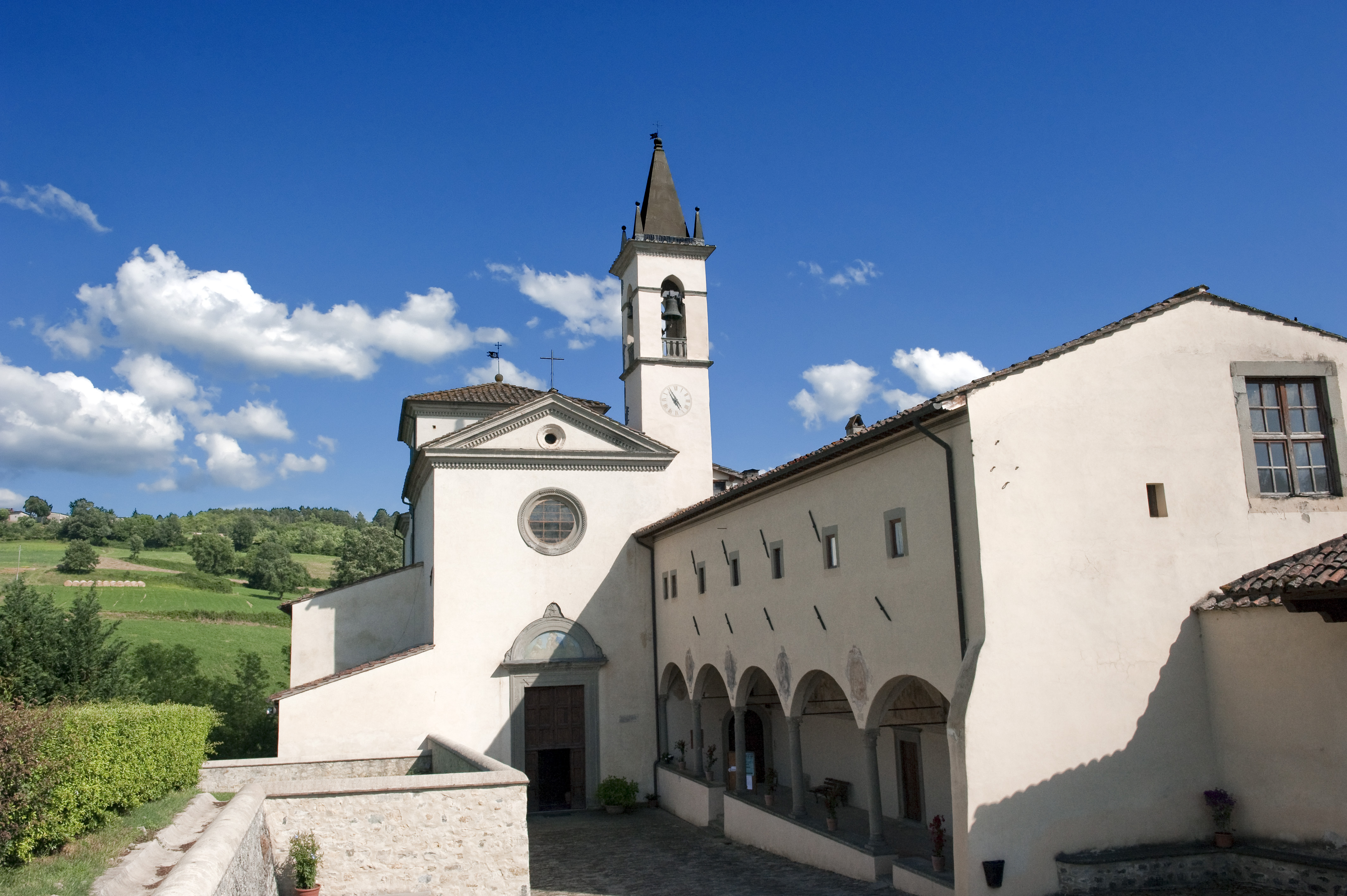
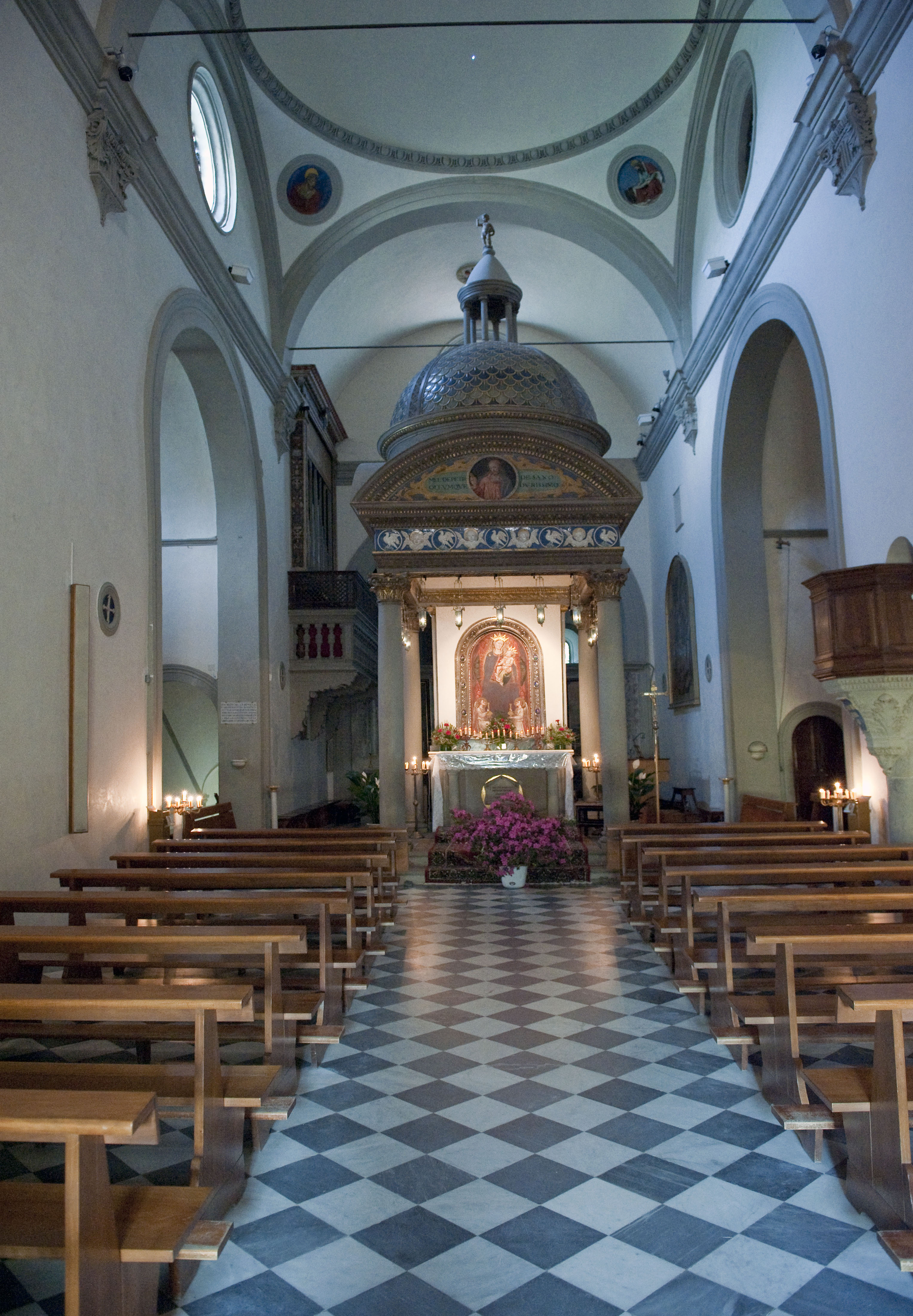
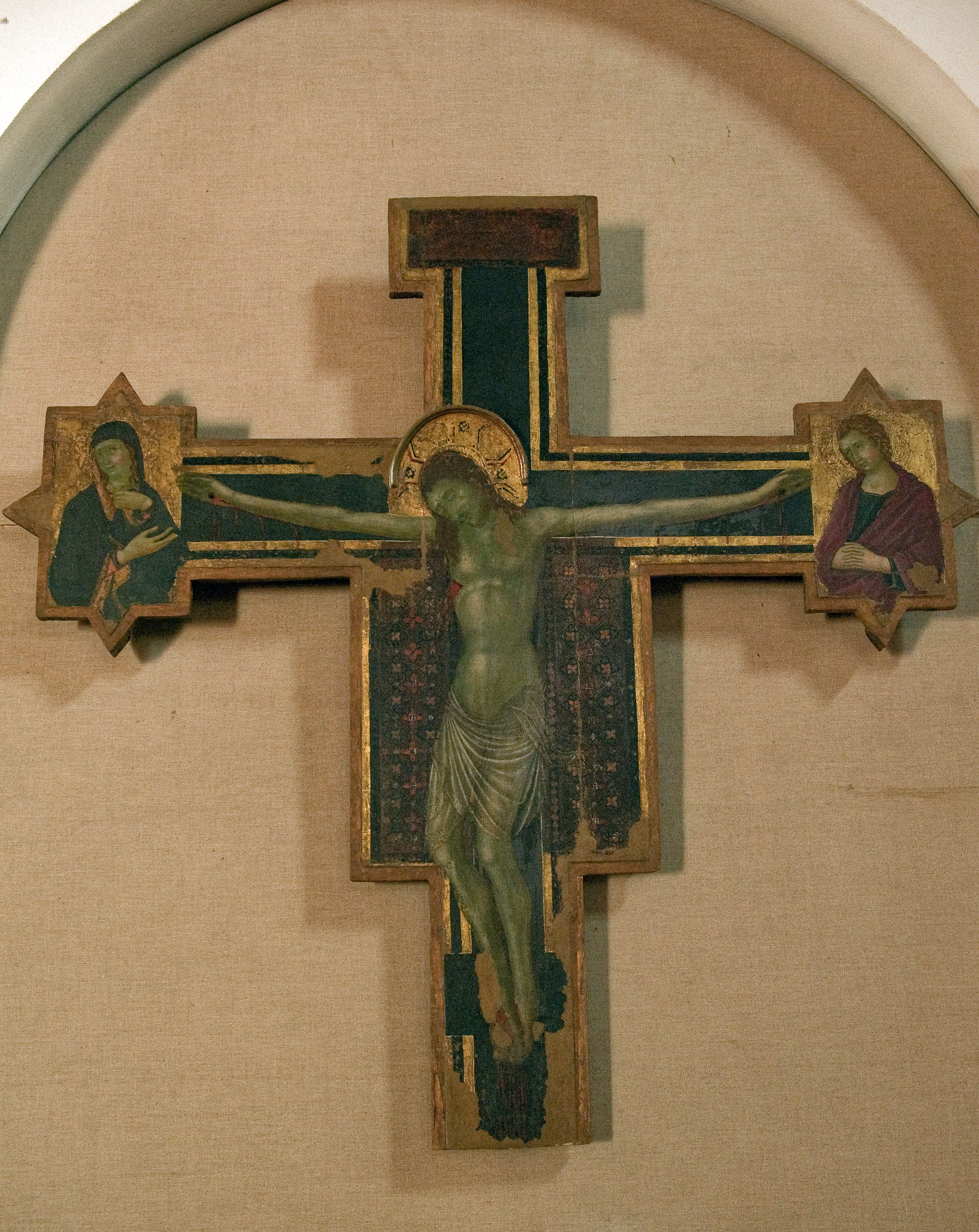

1. ↑  https://demo.istat.it/?l=it